# شتاينفورت
اشتاينفورت (بالألمانية: Steinfurt) هي بلدة ألمانية تقع في ألمانيا في شتاينفورت (قضاء). يقدر عدد سكانها بـ 34,476 نسمة .

## المدن التوأمة
مدن رايسن- هولتن، Liedekerke ونويبوكو هي مدن توأمة لـاشتاينفورت.

## أعلام
- برترام إنجل
- ميكائيل فورسيل
- كاسبر ماكسيميليان
- جوتا ريختر
- تاتيانا دول